# Bolleregen
Bolleregen (også Boller egen, Vikingeegen eller Christian IVs Eg) er Jyllands ældste egetræ og vurderes til at være omkring 1000 år.
Egetræet, som er en stilk-eg, står i parkhaven ved Boller slot ved Horsens fjords sydkyst. Træet er nu i stærkt forfald. Det kan ses ved at sammenligne med gamle stik og fotografier, men det har også kunnet ses direkte i løbet af de seneste 10-15 år.